# Montgaillard (Tarn-et-Garonne)
Montgaillard ist eine französische Gemeinde mit 143 Einwohnern (Stand 1. Januar 2022) im Département Lot in der Region Okzitanien. Sie gehört zum Arrondissement Castelsarrasin und zum Kanton Garonne-Lomagne-Brulhois. Die Bewohner nennen sich Montgaillardais.

## Lage
Sie grenzt im Nordwesten an Poupas, im Norden an Balignac, im Nordosten an Lavit, im Südosten an Maumusson, im Süden an Castéron und im Westen an Marsac. An der westlichen Gemeindegrenze verläuft das Flüsschen Cameson.

## Bevölkerungsentwicklung
| Jahr      | 1962 | 1968 | 1975 | 1982 | 1990 | 1999 | 2008 | 2015 |
| --------- | ---- | ---- | ---- | ---- | ---- | ---- | ---- | ---- |
| Einwohner | 156  | 129  | 103  | 99   | 86   | 69   | 88   | 129  |

## Persönlichkeiten
- Bernard de Montgaillard (1563–1628), Zisterzienserabt im Kloster Orval